# Micropeltidaceae
Famille
Les Micropeltidaceae sont une famille de champignons de placement incertain dans la classe des Dothideomycetes.

## Liste des genres
D'après fieldmuseum.org :
- ? Armata
- Bonaria
- Chaetothyrina
- Clypeolina
- Cyclopeltis
- Dictyopeltella
- Dictyopeltis
- Dictyostomiopelta
- Dictyothyriella
- Dictyothyrina
- Dictyothyrium
- Hansfordiopsis
- Haplopeltheca
- Mendoziopeltis
- Micropeltis
- ? Mitopeltis
- Muricopeltis
- Polypedia
- Stigmatodothis
- Stigmatophragmia
- Stomiopeltis
- Stomiopeltopsis
- Stomiotheca
- Thyriodictyella